# Basílica Menor de la Virgen de Monserrate

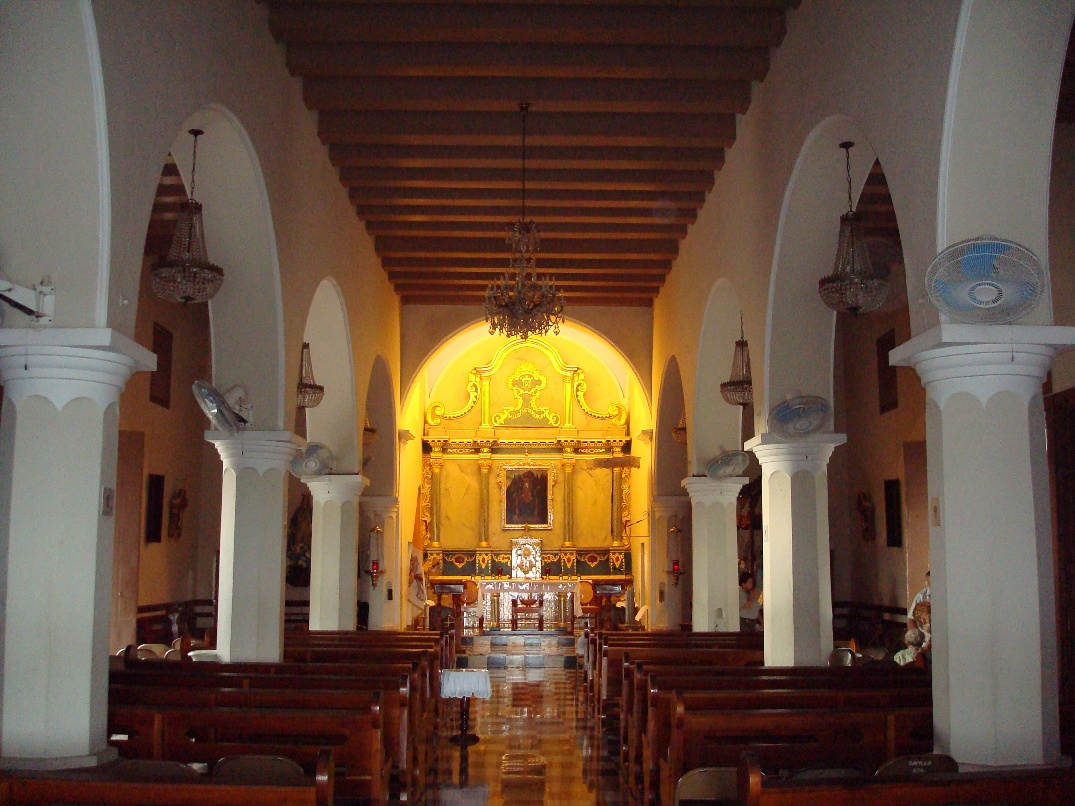
Nau central de la Basílica

La Basílica Menor de la Virgen de Monserrate és una basílica construïda en la ciutat de Hormigueros, Puerto Rico dedicada a la Mare de Déu de Montserrat.

## Història
La fundació de la basílica és en el lloc d'una capella rural construïda pel propietari català Gerard Gonzàlez, qui era el propietari de les valls de la regió. Tot i que la data específica de la construcció de la capella original no es coneix, es tenen documents del 1590. S'han realitzat proves de datació basades en el carnoni-14 a peces de fusta d'un taüt trobat en un lloc de la basílica on es trobava la capella original que situen la capella abans de 1570.
L'estructura combina estils i elements romàntics en la seva arquitectura, incloent una torre de campana amb elements mossarabics.
El 1696, la capella va adquirir una casa d'hostes anomenada Casa dels Pelegrins. En 1814, Juan Alejo d'Arizmendi, el primer bisbe porto-riqueny nadiu, va caure malalt en aquesta casa després de viatjar al voltant de l'illa en la seva segona visita pastoral i va manifestar que desitjava ser enterrat a la seva estimada capella, encara que va morir a Arecibo el següent 12 d'octubre sense que el seu desig es pogues acomplir. La casa dels pelegrins és ara la rectoria de la basílica.
La basílica i la seva rectoria formen part del registre nacional de llocs històrics de 1975 com a «Santuario de la Monserrate de Hormigueros i la Casa de Peregrinos».
El 1998, el Papa Joan Pau II va elevar el rang de l'Església de la Mare de Déu de Monserrate a la d'una basílica menor, una distinció que anteriorment només tenia a l'illa la Catedral de San Juan Bautista de San Juan.